# Марко Мишанья
Марко Мишанья (італ. Marco Misciagna італійська вимова: [ˈmarko miʃʃaɲɲa] ( прослухати); 5 лютого 1984) - італійський скрипаль і альтист.

## Біографія
Марко Мишанья народився в Барі (Апулія), Італія. У віці 15 років він закінчив Консерваторію Н.Піччинні в Барі за класом скрипки та альта, а потім закінчив Національна академія Санта-Чечілія в Римі. Він був запрошений колишнім президентом Італійської Республіки Карло Адзеліо Чампів у Палаццо дель Квірінале в Римі як найкращий студент консерваторії. Навчався у Коррадо Романо та Джорджі Тркулія (концертмейстер Загребського квартету). Потім він спеціалізувався з Сальваторе Аккардо в Академії Штауффера в Кремона, з Борисом Білкіним та Юрієм Башметом в музичній академії Кіджі в Сієна, де він отримав два Почесні дипломи і двічі премію 'Monte dei Paschi di Siena" як найкращий скрипаль та найкращий альтист музичноï школи (вперше в історіï Академії). У 1999 році став лауреатом Першої премії молодих талановитих музикантів М.Benvenuti Віторіо Венето.
Протягом багатьох років він був солістом Іспанського струнного оркестру Малаги і був гостем важливих залів і міжнародних установ, включаючи Берлінська філармонія, Філармонія Ессена, Laieszahalle в Гамбурзi, Розенгартен в Мангейлебергу, Мейстерзінгерхоллi, принц Театр Регент у Монако, Театр Арріага у Більбао, Віденська філармонія у Відні, Зал камерної музики Комітасу, Національна опера України, Дар Себастьян у Тунісі, Sala Sinopoli Auditorium Parco della Musica в Римі, Театр Бальбоа в Сан-Дієго в Каліфорнії, Театр Фокса Тусона, Аудиторія Святого Франциска в Санта-Фе в Нью-Мексико, CW Eisemann Center, Театр Руддера, Театр Імперії в Техасі, Американський театр у Хемптоні у Вірджинії, Леман-центр і Карнегі-хол в Нью-Йорк.
Він співпрацював з Уто Угі, Олександром Рудіним, Сергієм Стадлером, Олександром Марковим, Маріаною Сірбу, Джанлуїджі Джелметті, Раміном Бахрамі, Ентоні Паєм, Франко Петраккі, Хосе Серебрієром та Володимиром Зубіцьким.
Професор альта Консерваторії ім. Ніно Рота в Монополі (Апулія, Італія) та почесний професор Тамбовської державної консерваторії імені С.Рахманінова, Далекосхідної державної академії мистецтв у Владивостоцi, Вищого інституту музики Суса (Університет Суса, Туніс), Консерваторія Естабана Саласа в Сантьяго-де-Куба, Національна молодша академія музики ім. Петтмана (Окленд, Нова Зеландія), Державна консерваторія Комітас Єревана (Вірменія).
У 2018 році отримав Золоту медаль від віце-прем'єр-міністра України за святкування 150-річчя Київської опери та 2 золоті медалі на Global Music Нагороди (Ла-Хойя, Каліфорнія).

## Дискографія

### Альбоми
- Christmas In Classic - скрипка і гітара - Марко Мішанья, Віто Віларді (Terramiamusic, 2010) [11]
- Каруллі, Джуліані, Паганіні - скрипка і гітара - Марко Мішанья, Віто Віларді (Digressione Music - DCTT113, 2018[12]
- Sette, Вітторіо Паскуале/Марко Мішанья (Digressione Music)[13]
- The Curve Of A Day - скрипка і альт - Марко Мишанья[14]
- Beautiful Melodies для альта та фортепіано - Марко Мішанья (IMD100, 2021)[15]
- Камерні та фортепіанні сольні твори, Vol. 3 - Марко Мишанья[16]
- The Greatest Movie Soundtracks для альта та фортепіано - Марко Мішанья (IMD200, 2022)[17]
- Повне зібрання музики Моріс В'є для альта без акомпанементу (запис світової прем'єри) - Марко Мішанья (Digressione Music - DCTT129, 2022)[18]
- Бартоломео Кампаньолі: 41 каприс для альта Op.22 в аранжуванні Карла Альберта Тоттмана для альта і фортепіано - Марко Мішанья (Brilliant Classics - 96551, 2022)[19]; З цим альбомом він виграв дві золоті медалі на Global Music Awards 2024 у Каліфорнії[10]
- Федеріго Фіорілло: 36 каприси для скрипки соло Op.3 Аранжування для альта Марко Мишанья - Марко Мишанья (Brilliant Classics - 97018, 2023)[20]
- Альбрехт Блюменстенгель: 24 етюди для скрипки соло Op.33 Аранжування для альта Марко Мишанья - Марко Мишанья, альта (M01, 2023)[21]
- Ріхард Хофманн: 15 етюдів Op.87 для альта - Марко Мішанья, альта (M02, 2024)[22]
- Франческо Паоло Супріані: 12 токкат для віолончелі, Аранжування для альта Марко Мишанья - Марко Мишанья, альта (M03, 2024)[23]
- Еміль Пуайє: 20 етюдів та характеристик співу для скрипки, Аранжування для альта Марко Мишанья - Марко Мишанья (альт). MM. 2024[24]
- Антоніо Бартоломео Бруні: 25 етюдів для альта (світова прем'єра запису). Марко Мишанья (альт). MM. 2024[25]
- Франц Антон Гоффмейстер: 12 етюдів для альта. Марко Мишанья (альт). MM. 2025[26]
- Агустін Барріос Мангоре: Твори, аранжовані для альта соло Марко Мишанья - Марко Місьянья (альт). MM. 2025[27]
- Георг Абрахам Шнайдер: 6 соло для альта, тв. 19 та Варіації, тв. 44 (аранжування для альта Марко Мишанья). Марко Мишанья (альт). MM. 2025[28]

### Сингли та мініальбоми (EP)
- Bohemian Rhapsody, Аранжування для альта соло Марко Мишанья (Live) - Марко Мишанья (альт). MM. 2024[29]
- Tico Tico no Fuba, Аранжування для альта соло Марко Мишанья (Live) - Марко Мишанья (альт). MM. 2024[30]
- Марко Мишанья: Samba для альта соло (Live) - Марко Мишанья (альт). MM. 2024[31]
- Генріх Ігнац Франц фон Бібер: Passacaglia для альта соло, Аранжування Марко Мишанья. MM. 2024[32]
- Йоганн Себастьян Бах: Соната №1, BWV 1001, транскрибована для альта Марко Мишанья (Live). MM. 2024[33]
- Йоганн Себастьян Бах: Токката і фуга ре мінор BWV 565, аранжована для альта Марко Мишанья (Live). MM. 2024[34]
- Марко Анцолетті: Чотири етюди для альта соло — етюди № 2 і 5 (1919) / етюди № 2 і 11 Op.125 (1929). Марко Мишанья (альт). MM. 2024[35]
- Їржі Герольд: Етюди для альта (світова прем'єра запису). Марко Мишанья (альт). MM. 2025[36]

## Композиції та аранжування
Оригінальні композиції:
- Два каприси фламенко для альта соло - El vito / Malagueña (також версія для скрипки соло)[37]
- Інтродукція та варіації на тему Мер Айренік (Державний гімн Вірменії) для альта соло[38]
- Morricone Film Suite для альта соло (Сюїта в 8 частинах, данина поваги Енніо Морріконе)[39]
- Viola Blues для альта соло[40]
- 6 Jazz Viola Preludes для альта соло (1-регтайм, 2-кафе-концерт, 3-регтайм-буги, 4-балада, 5-J.S.Bach Joke, 6-джаз-альтова прелюдія)[40]
- Єрусалимська фантазія для альта соло (присвячення О.Віницькому)[41]
- Samba для альта соло[42]
- Star Wars Suite для альта соло (данина поваги Джону Вільямсу)[39]
- Jazz Caprices для альта соло[39]
- 3 п'єси, посвята Чарлі Берду для альта соло (1-Swing'59, 2-Blues for Felix, 3-Spanish Viola Blues)[39]
- Фантазія на тему ірландської народної пісні «Постання троянда літа»: для скрипки та фортепіано / Ромоло Піо Міскіанья; (обробка та каденція скрипки Марко Мишанья)[43]

Аранжування :
- Ісаак Альбеніс: Астурія (Asturias) для альта соло (з: Іспанської сюїти № 1, для фортепіано, соч. 47) / Rumores de la caleta для альта соло (з: Recuerdos de viaje, для фортепіано, тв. 71)[44]
- Франсиско Таррега: Танго, Спогади про Альгамбре (Recuerdos de la Alhambra), арабська забаганка (Capricho árabe), для альта (оригінал для гітари)[44]
- Фернандо Сміття: Анданте для альта (з: 24 leçons Progressives, для гітари, соч. 31)[44]
- Мануель Де Фалья: Danza del Molinero aus El sombrero de tres picos для альта[45]
- Хуліо Сальвадор Сагрерас: El colibrí - Imitación al vol del picaflor для альта
- Жак Біттнер: Сюїта для альта[46]
- Карл Філіп Еммануель Бах: Pedal Excercitium, для альта
- Карл Філіп Еммануїл Бах: Соната мінор, для альта
- Агустін Піо Барріос Мангоре: Собор (La Catedral) / Джулія Флорида (Julia Florida) для альта (оригінал для гітари[47]
- Агустин Піо Барріос Мангоре: Собор (La Catedral) / Джулія Флорида (Julia Florida) для віолончелі (оригінал для гітари[48]

## Нагороди

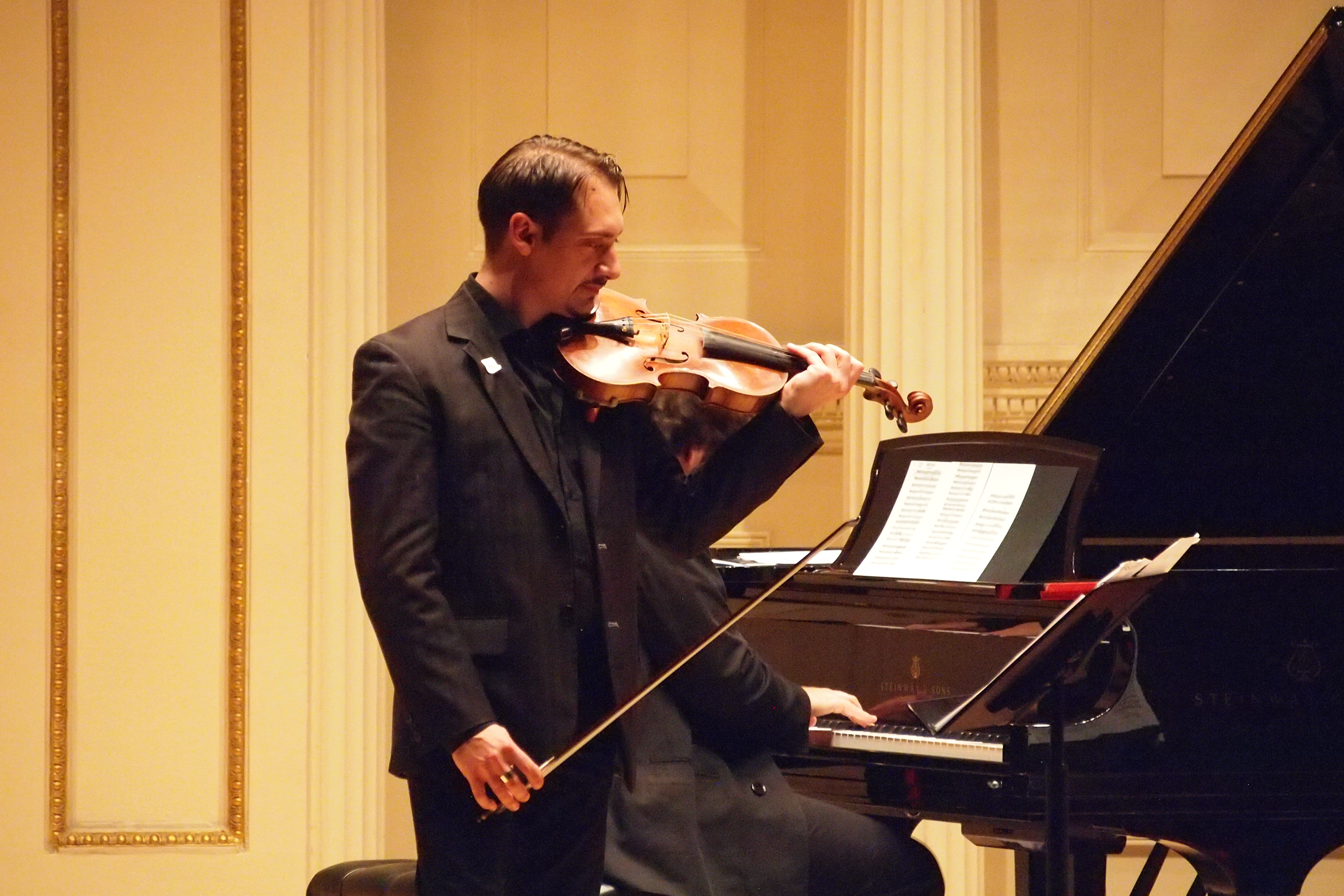
Марко Мішанья під час концерту в Карнегі-хол в Нью-Йорк, 23 травня 2015 р.

- 2017 - Премия «Arte, Sport e territorio» - Excellence from Puglia.
- 2019 - Міжнародна премія "Fontane di Roma" (37-й випуск)[49]
- 2019 - Премія Ельмо «Історії звичайної культури»[50]
- 2019 - Міжнародна премія - Золота медаль Maison des Artistes (Римський університет ла Сап'єнца)[51]
- 2019 - Міжнародна премія - Премія Костянтина Великого (Костянтинівський неметичний орден Святого Стефана)[52]
- 2019 - Премія «Vigna d'Argento» (Палаццо Монтечиторіо, Палата депутатів Італії, Рим)[53]
- 2019 - Міжнародна премія «Герцогиня Лукреція Борджія»[54]
- 2019 - Міжнародна премія міста Неаполь в галузі мистецтва, культури та моди, 9-а церемонія вручення премії «Оскар»[55]
- 2019 - «Премія Чічероне» (Фонд Марк Ту́ллій Цицеро́н)[56]
- 2019 - «Премія Вінченцо Крочітті» («VINCE International», Рим)[57]
- 2019 - Золота премія «Гістоній»[58]
- 2019 - Премія Мона Ліза 2019[59]
- 2020 - Премія Ubaldo Lay[59]
- 2020 - Премія «Chimera d'Argento» 2020, Катанія[60]
- 2021 - Національна премія «Срібний орел», Містерб'янко[61]
- 2024 - 2 золоті медалі (Найкраща класика / Найкращий дует) за компакт-диск "Кампаньолі: 41 каприс для альта Op.22 в аранжуванні Карла Альберта Тоттмана для альта і фортепіано", Global Music Awards (Ла-Хойя, Каліфорнія)[10]
- Срібна ювілейна медаль Священного військового ордена Святого Юрія, вручена 16.04.2016[62]
- Срібна медаль «За заслуги у відзначенні 300-річчя булли “Militantis Ecclesiae”, проголошеної Папою Климент XI» Священного військового ордена Святого Юрія, вручена 27.05.2018[62]
- Золота медаль - святкування 150-річчя Української національної опери (травень 2018)[63]
- Почесне громадянство міста Айвалик - Туреччина (лютий 2018)[64]
- Почесне громадянство Гуардія-П'ємонтезе - Італія
- Медаль за співпрацю в Україні. № 988 - 2 листопада 2020 року[65]
- Медаль ордена Святого Георгія Побідоносця України. № 1725 - 2 листопада 2020 року[66]
- Почесний гість міста Сантьяго-де-Куба[67]